# Tiffany Clarke
Tiffany Wright Clarke (ur. 5 lutego 1991 w Nowym Jorku) – amerykańska koszykarka występująca na pozycjach silnej skrzydłowej lub środkowej, obecnie zawodniczka Angers - Union Feminine Basket 49.
W szkole średniej zdobyła dwukrotnie mistrzostwo stanu w siatkówce, zdobywając tytuł MVP zespołu. W 2008 zdobyła mistrzostwo stanu w trójskoku.
W 2013 zaliczyła obóz szkoleniowy z Los Angeles Sparks.
1 grudnia 2018 została zawodniczką Sunreef Yachts Politechniki Gdańskiej.
21 czerwca 2019 dołączyła do francuskiego Angers - Union Feminine Basket 49.

## Osiągnięcia
Stan na 11 lipca 2019, na podstawie, o ile nie zaznaczono inaczej.
NCAA
- Uczestniczka rozgrywek:
  - II rundy turnieju NCAA (2010, 2012, 2013)
  - turnieju NCAA (2010–2013)
- Zaliczona do:
  - I składu:
    - SEC (2013)
    - turnieju SEC (2011)
    - najlepszych pierwszorocznych zawodniczek SEC (2010)

  - II składu SEC (2012)

Drużynowe
- Wicemistrzyni II ligi francuskiej (2014)

Indywidualne
- MVP:
  - sezonu regularnego II ligi francuskiej (2014)
  - tygodnia II ligi francuskiej (5x - 2016/2017, 2 x 2017/2018)